# Canto funebre (Stravinskij)
Canto funebre (in russo Погребальная песнь (traslitt. Pogrebal'naya pesnya); in francese Chant funèbre) è una composizione di Igor' Stravinskij del 1908.

## Storia della composizione
Composta a Ustyluh nel giugno del 1908, all'età di 26 anni, per commemorare la morte del suo maestro Nicolaj Rimskij-Korsakov, fu eseguita per la prima ed unica volta in occasione di un concerto in memoria del compianto maestro il 30 gennaio (il 17 gennaio secondo il calendario giuliano) 1909 nella Sala Grande del Conservatorio di San Pietroburgo sotto la bacchetta di Felix Blumenfeld. Da allora si perse ogni traccia dell'unica copia esistente della partitura, che, a seguito delle numerose ed inconcludenti ricerche, fu ritenuta irrimediabilmente perduta nel corso della rivoluzione d'ottobre del 1917 o nella successiva guerra civile russa. Dal momento che la riteneva la sua più riuscita composizione giovanile, lo stesso Stravinskij si augurava che qualcuno cercasse la partitura, secondo lui conservata con altre in una biblioteca orchestrale di Pietroburgo. Il musicista ricordava della sua opera se non proprio la musica, almeno l'idea da cui aveva tratto l'ispirazione; si trattava, in sintesi, di una sorta di omaggio dell'orchestra i cui singoli strumenti, a turno, lasciavano sulla tomba di Rimskij ognuno la propria melodia.

## Organico
Orchestra composta da: tre flauti (3º anche ottavino), due corni inglesi, tre clarinetti (3º anche clarinetto basso), quattro corni, tre trombe, tre tromboni, basso tuba, timpani, piatti, grancassa, tam-tam, due arpe, archi.

## Il ritrovamento
Il 4 settembre 2015, durante una conferenza su Stravinskij della Società Internazionale di Musicologia di San Pietroburgo, la musicologa russa Natalia Braginskaya, preside della Facoltà di Musicologia del Conservatorio di San Pietroburgo e studiosa di Stravinskij, ha annunciato il ritrovamento della partitura autografa. La composizione era stata rinvenuta presso lo stesso Conservatorio in un vecchio armadio contenente diverse pile di manoscritti e spartiti, che ricomparve in occasione delle operazioni di trasloco del suddetto conservatorio.
La prima esecuzione in epoca moderna è avvenuta a San Pietroburgo presso il teatro Mariinskij nel dicembre 2016, con l'orchestra del teatro diretta da Valerij Gergiev.